# Albi di Dylan Dog (2009)
Albi del fumetto Dylan Dog pubblicati nel 2009.
| Nr. | Titolo                       | Mese di pubblicazione | Soggetto             | Sceneggiatura        | Disegni             | Copertina    |
| --- | ---------------------------- | --------------------- | -------------------- | -------------------- | ------------------- | ------------ |
| 269 | I professionisti             | gennaio               | Giuseppe De Nardo    | Giuseppe De Nardo    | Giovanni Freghieri  | Angelo Stano |
| 270 | Il re delle mosche           | febbraio              | Giovanni Di Gregorio | Giovanni Di Gregorio | Luigi Piccatto      | Angelo Stano |
| 271 | Il piccolo diavolo           | marzo                 | Giancarlo Marzano    | Giancarlo Marzano    | Corrado Roi         | Angelo Stano |
| 272 | La strage dei Graham         | aprile                | Giovanni Di Gregorio | Giovanni Di Gregorio | Ugolino Cossu       | Angelo Stano |
| 273 | Seppelliti vivi!             | maggio                | Giancarlo Marzano    | Giancarlo Marzano    | Giovanni Freghieri  | Angelo Stano |
| 274 | Fuga dal passato             | giugno                | Giovanni Di Gregorio | Giovanni Di Gregorio | Giampiero Casertano | Angelo Stano |
| 275 | Il tredicesimo uomo          | luglio                | Luigi Mignacco       | Luigi Mignacco       | Corrado Roi         | Angelo Stano |
| 276 | Uno sconosciuto sulla strada | agosto                | Pasquale Ruju        | Pasquale Ruju        | Domingo Mandrafina  | Angelo Stano |
| 277 | Il giorno del licantropo     | settembre             | Michele Medda        | Michele Medda        | Angelo Stano        | Angelo Stano |
| 278 | Discesa nell'abisso          | ottobre               | Pasquale Ruju        | Pasquale Ruju        | Alessandro Poli     | Angelo Stano |
| 279 | Il giardino delle illusioni  | novembre              | Paola Barbato        | Paola Barbato        | Marco Soldi         | Angelo Stano |
| 280 | Mater Morbi                  | dicembre              | Roberto Recchioni    | Roberto Recchioni    | Massimo Carnevale   | Angelo Stano |

## I professionisti
Lady Endicot si rivolge a Dylan Dog affinché la protegga da due persone. Mr. Coke e Mr. Firebrand sono infatti due killer che la stanno braccando e che neppure Dylan riesce a fermare, in quanto dotati di incredibili poteri.

## Il re delle mosche
La dottoressa Rose Russell si rivolge a Dylan Dog in seguito ad una serie di delitti accaduti presso il dipartimento di chimica presso cui sta facendo il tirocinio. Il direttore è il rude e temuto professor Laurence Skinner, soprannominato Belzebù, ossia il re delle mosche, sia per il suo carattere, sia perché ha effettivamente delle mosche che gli ronzano attorno molto spesso. La dottoressa si convince quindi che ci sia la mano del diavolo dietro tutto questo.
- Nell'albo si vede un sogno in cui Dylan vede il cane di Skinner trasformarsi in un ippogrifo e portarlo sulla Luna, dove sono custodite le cose perdute degli uomini. È una citazione dell'Orlando Furioso di Ludovico Ariosto.

## Il piccolo diavolo
Il signor Coleman e suo figlio Michael sono due svuotacantine che un giorno, liberando la cantina di un anziano signore defunto, ritrovano oggetti riconducibili alla magia nera. Tra questi vi è anche un barattolo di vetro contenente il corpo di un piccolo diavolo.

## La strage dei Graham
Il museo navale di Plymouth acquista e restaura il Sovereign, un vecchio veliero di cui il capitano Graham è stato il primo comandante. La leggenda vuole che sulla famiglia Graham aleggiasse una maledizione che ne sterminò tutti i membri. Quando a Plymouth inizieranno a morire parecchie persone, verrà richiesto l'aiuto di Dylan Dog per capire se i delitti sono riconducibili alla maledizione.

## Seppelliti vivi!
Dylan viaggia su un treno, su cui si trovano anche la dottoressa Faye (in cabina con Dylan), la famiglia Meadows, il capotreno Wallis, il vice Jordan, i teppisti guidati da Samir e innumerevoli passeggeri. Entrati in una galleria, nella cabina dei due protagonisti entra Wallis, e, poco dopo, la ferrovia ha un tremendo incidente nella quale i vagoni in testa vengono coinvolti. Wallis decide, dopo essere stato consigliato da Dylan, di andare a cercare i superstiti per poi uscire dalla galleria. Purtroppo, dopo un po', anche l'uscita rimane bloccata e il capofamiglia dei Meadows incolpa Wallis dell'accaduto e si instaura una violenta rissa in cui Jordan muore. Dylan, dopo questo accaduto, diviene spettatore di una storia simile ad un film catastrofico, con dei tocchi di paranormale, causato principalmente dalla mente dell'uomo, che, in queste situazioni, non riesce ad usare la ragione, rimpiazzandola con l'istinto.

## Fuga dal passato
In una rievocazione storica dell'epoca vittoriana qualcosa è andato storto e i partecipanti si sono immedesimati nelle loro parti che credono di essere davvero personaggi vittoriani. Personaggi come Robert Peel sono stati portati nel mondo contemporaneo dalle loro epoche e, viceversa, moderni poliziotti si ritrovano al cospetto della Regina Vittoria. In mezzo a tutto questo caos temporale, Dylan Dog si imbatte in una ragazza che dice di essere la dama di compagnia della regina Vittoria, nonché la sua medium di corte.

## Il tredicesimo uomo
Selina Douglas è convinta che il padre Adam, ex astronauta, abbia partecipato ad una missione segreta sulla Luna e che, in seguito a qualcosa di orribile accaduto durante la spedizione, abbia deciso di lasciare famiglia e lavoro. 

## Uno sconosciuto sulla strada
Cheryl chiede l'aiuto di Dylan Dog per indagare sulla morte dei suoi genitori. La ragazza ritiene infatti che nell'incidente automobilistico in cui hanno perso la vita, fosse presente all'interno della vettura un autostoppista, unico sopravvissuto, poi misteriosamente scomparso.

## Il giorno del licantropo
Dylan Dog, recatosi a Everworth, un tranquillo paese in cui pare sia comparso un licantropo, si ritrova a vivere in un loop temporale in cui ogni giorno si ripete uguale al precedente.

## Discesa nell'abisso
Roxy e Angela sono due sorelle che ritengono ci sia un killer che sta eliminando tutti i condomini del palazzo in cui vivono, facendone poi sparire i corpi all'interno del palazzo stesso. Siccome nessuno crede loro, si rivolgono a Dylan Dog, l'unico che sembra prenderle sul serio. 

## Il giardino delle illusioni
Dylan Dog viene assunto per ritrovare otto persone sparite all'interno del labirinto di villa Hackford, di conseguenza si recerà lui stesso all'interno del dedalo di siepi della villa.

## Mater Morbi
Dylan Dog si ammala di un misterioso male che tende ad aggravarsi con il tempo e viene portato in ospedale. Lì entra in coma e incontra Vincent in sogno. Dylan scopre che è uno dei "preferiti" di Mater Morbi, la madre di tutte le malattie, che lo tiene vivo. Vincent è infatti affetto da un male incurabile, a causa del quale ha ricevuto molti interventi che si sono poi rivelati inutili. Dylan si sveglia e parla con il suo dottore che gli dice che è guarito e che c'è stato uno scambio di cartelle cliniche. Tuttavia inizia di nuovo a sentirsi male e viene portato in terapia intensiva dove sogna di incontrare Mater Morbi, tentando di resisterle, ma alla fine si arrende e le sue condizioni iniziano a migliorare miracolosamente. Al suo risveglio si ritrova guarito e torna a casa, dove scopre che Mater Morbi è un'amante spietata ed esigente e che lo perseguiterà per tutta la vita.